# إم تي في ميوزك 24
إم تي في ميوزك 24 (بالإنجليزية: MTV Music 24)‏ (تسمى أيضًا إم تي في ميوزك) هي قناة تلفزيونية موسيقية أوروبية تديرها شبكات فاياكوم سي بي إس أوروبا، الشرق الأوسط، أفريقيا، آسيا. القناة متاحة في بلدان متعددة في جميع أنحاء أوروبا وأفريقيا جنوب الصحراء. تتكون البرمجة من مقاطع فيديو موسيقية متواصلة على مدار 24 ساعة في اليوم. تم إطلاق القناة لأول مرة في هولندا وفلاندر في عام 2011. منذ ذلك الحين، انتشرت القناة في أجزاء كثيرة من أوروبا بما في ذلك ألمانيا وهي متوفرة في أفريقيا جنوب الصحراء. القناة مسجلة لدى سلطات الترخيص في جمهورية التشيك. في مارس 2020، تم إطلاق القناة في بولندا لتحل محل إصدار إم تي في ميوزك بولندا.

## تاريخ
في مارس 2019، أصبحت إم تي في ميوزك 24 متاحة في جنوب إفريقيا لتحل محل في إتش 1 كلاسيك أوروبا وفي 3 مارس 2020 حلت محل النسخة المحلية لإم تي في ميوزك في بولندا.

## برامج
- أي-ليست بلاي ليست: موسيقى بدون توقف 24/7. تتضمن قائمة تشغيل لأكبر الأغاني الناجحة في الأشهر الأخيرة من أنواع الموسيقى المختلفة.

## التوفر
القناة متاحة بين العديد من البلدان في جميع أنحاء أوروبا وأفريقيا جنوب الصحراء (جنوب أفريقيا بشكل أساسي).

## روابط خارجية
- إم تي في ميوزك 24 - عرض تقديمي، لقطات شاشة
- دليل التلفاز